# Namaacha
Namaacha è una città del Mozambico, situata nella Provincia di Maputo.